# Осацька затока
Осацька затока (яп. 大阪湾, おおさかわん, осака-ван) — затока на сході Внутрішнього Японського моря.

## Короткі відомості
Осацька затока належить до внутрішніх заток. На сході вона врізається півколом у Осацьку рівнину, на півночі обмежена горами Рокко, на півдні горами Ідзумі, а на заході островом Авадзі. На північному сході вона з'єднана протокою Акасі з Харімським морем, а на півдні — з Тихим океаном через протоку Кії.
Форма Осацької затоки еліптична. Протяжність з північого сходу на південний захід становить 60 км, а з північного заходу на південний схід — 30 км. Площа затоки становить близько 1500 м². Західне дно глибше східного. Середня глибина дорівнює 27 м. Найглибше місце знаходиться в районі протоки Кії і сягає 197 м. Найбільша швидкість води — 12 км/годину в районі протоки Акасі. Середня різниця між припливом і відпливом становить 69 см. Найвище підняття води було зафіксоване 21 вересня 1934 року під час тайфуну — 4,6 м. Ця висота є стандартом для захисних дамб в прибережних районах.
Осацька затока в давнину називалася «затокою Тіну», від японської назви чорних пагрів тіну. Прадавні японці милувалися її білосніжними пляжами і сосновими берегами, що були оспівані у багатьох японських піснях. Найбільш мальовничими вважалися місцевості Сума, Майко і Хамадера. Проте з 20 століття більшість краєвидів були втрачені через рекультивацію прибережних зон для розвитку промисловості.
Іншою назвою Осацької затоки була «затока Наніва», що означало в перекладі «рибний сад». В давнину в ній ловили у великих кількостях пагрів, камбалу, креветки, крабів, скорпен, восьминогів, судаків та інших види, кількість яких перевищувала дві сотні. З 19 століття кількість вилову риби і морських продуктів зменшилась, проте він залишається порівняно великим і становить 20 % від усього вилову у Внутрішньому Японському морі.
Ще з часів палеоліту Осацька затока була важливим транспортним вузлом на шляху із Західної Японії до Східної. Завдяки цьому на її берегах виникли численні порти, такі як Осака, Хьоґо, Сакаї, Кобе, Нісіномія, Амаґасакі та інші. Найбільшими з них вважаються Осака та Кобе. У портових зонах цих міст розташовані промислові підприємства та аеропорти. Найбільшим з останніх є Міжнародний аеропорт Кансай, який працює цілодобово.